# Firma (film)
Firma (v anglickém originále The Firm) je americký právnický filmový thriller z roku 1993, který režíroval Sydney Pollack a ve kterém hrají Tom Cruise, Jeanne Tripplehorn, Gene Hackman, Ed Harris, Holly Hunter, Hal Holbrook, David Strathairn a Gary Busey. Film byl natočen podle stejnojmenného románu spisovatele Johna Grishama z roku 1991.
Film byl uveden do kin 30. června 1993 a zaznamenal velký komerční úspěch, když při rozpočtu 42 milionů dolarů vydělal 270,2 milionu dolarů, čímž se stal nejvýdělečnějším filmem adaptovaným podle Grishamova románu, pátým nejvýdělečnějším a nejvýdělečnějším filmem s ratingem R v roce 1993, a získal vesměs pozitivní recenze na herecké výkony (zejména Cruise a Hunterové), ačkoli scénář se setkal s určitou kritikou. Holly Hunterová byla nominována na Oscara za nejlepší herečku ve vedlejší roli a Dave Grusin byl nominován za nejlepší původní hudbu.

## Děj
Mitch McDeere, absolvent Harvardovy právnické fakulty, přijme nabídku prestižní právnické kanceláře Bendini, Lambert & Locke v Memphisu. Po přestěhování s manželkou Abby se Mitch dozvídá o přísných pravidlech loajality a důvěrnosti kanceláře, zatímco pracuje dlouhé hodiny. Brzy zjistí, že kancelář pomáhá bohatým klientům skrývat peníze prostřednictvím offshorových účtů a nelegálního daňového úniku. Mitch zaslechne rozhovor o násilné spojitosti s chicagskými spolupracovníky kanceláře a objevuje důkazy spojené se zesnulými kolegy.
FBI Mitchovi sdělí, že kancelář pracuje pro mafiánskou rodinu Morolto a podílí se na velkém daňovém podvodu a praní špinavých peněz. Mitch souhlasí, že bude spolupracovat s FBI výměnou za 1,5 milionu dolarů a propuštění svého bratra Raya z vězení. Později zjistí způsob, jak odhalit nelegální přeúčtování kanceláře, ale jeho plán ohrozí bezpečnostní šéf Bill DeVasher. Mitch a Abby společně sbírají důkazy, ale jsou pronásledováni nájemnými vrahy poté, co je Abby unesena. Nakonec Mitch čelí Moroltoům, nabízí důkazy k obvinění kanceláře a zajišťuje si svou bezpečnost. Na konci Mitch pokračuje v kariéře a usmíří se s Abby, zatímco Ray začíná nový život na Kajmanských ostrovech.